# Luis Carniglia
Luis Carniglia (Buenos Aires, 4 oktober 1917 – aldaar, 22 juni 2001) was een Argentijns voetballer en voetbaltrainer. 
Carniglia begon zijn carrière bij vierdeklasser Olivos en maakte in 1933 de overstap naar Tigre. Na drie jaar bij Tigre te hebben gespeeld maakte hij in 1936 de overstap naar Boca Juniors, de club waar hij als kind van droomde. In zijn eerste wedstrijd bij Boca scoorde hij al na drie minuten en was hij na vijf minuten al geblesseerd aan zijn arm. In 1940 won hij de titel met de club. In 1941 brak hij zijn been in een wedstrijd tegen San Lorenzo. Het zou drie jaar duren voordat hij hier volledig van was hersteld. Gedurende die periode speelde hij bij Chacarita en Atlas. In 1951 ging hij voor het Franse Nice spelen waarmee hij de titel won. Na een tussenstop bij Toulon beëindigde hij zijn spelerscarrière bij Nice.
Hierna werd hij trainer bij de club en won er meteen de titel mee. Na een dertiende plaats in zijn tweede seizoen verliet hij de club om trainer te worden bij het oppermachtige Real Madrid, dat op dat moment de eerste twee edities van de Europacup I gewonnen had. Bij Madrid speelden sterren als Alfredo Di Stéfano, Francisco Gento, Raymond Kopa, Héctor Rial, José Santamaría en Ferenc Puskás. In 1958 won hij de titel met de club. In dat jaar werd eveneens beslag gelegd op de Europacup I, na winst in de finale tegen AC Milan. Een jaar later werd opnieuw de Europacup I gewonnen, ditmaal tegen Stade de Reims. Nadat hij Puskás niet opstelde in de Europacupfinale tegen Reims werd hij door voorzitter Santiago Bernabéu ontslagen. Daarna trok hij naar Italië en trainde eerst Fiorentina en daarna Bari. In 1961 won hij met Roma de Jaarbeursstedenbeker. In 1979 sloot hij zijn trainerscarrière af bij Girondins Bordeaux.
Hij overleed in juni 2001 op 83-jarige leeftijd te Buenos Aires.